# 최광률
최광률(崔光律, 1936년 8월 1일~2024년 9월 28일)은 대한민국의 헌법재판관을 지낸 법조인이다.

## 생애
1936년에 태어난 최광률은 1958년 고등고시 사법과에 합격해 공군 법무관을 거쳐 대전지방법원, 서울지방법원 서울형사지방법원 등에서 6년동안 판사를 하다가 1969년에 변호사 개업했으나 1988년 헌법 개정으로 설치된 헌법재판소 헌법재판관에 임명되어 1994년 헌법재판관에서 퇴임하고 나서 동양합동법률사무소 대표 변호사를 하고 있다. 최광률은 국회 인사 청문회를 통과하지 못한 검사 경력 2년의 이유정을 제외하면 판사, 검사 경력이 가장 짧은 헌법재판관으로서 행정판례연구회 회장을 지내며 행정법에 정통하다.
서울형사지방법원 판사로 재직하던 1969년 6월 3일에 "양곡 도매상은 농협 공판장에 등록해야 하고 정부에서 고시가격을 정해 팔도로 한 양곡관리법 제17조와 제27조에 의거한 농림부 고시 1898호는 죄형 법정주의와 위임 입법의 한계를 벗어났다"는 이유로 양곡관리법에 대해 위헌으로 보아 이 점을 무죄로 하면서 계량법 위반죄에 대해서만 벌금 5만원을 선고했다.
1997년말 외환위기를 초래한 주범으로 지목된 강경식 전 경제부총리에 대한 변호사를 맡아서 대출 압력을 행사했다는 등의 혐의에 대해 무죄를 이끌어내는 등 법조인으로 활동하면서 수집한 법률 관련 논문집, 공보와 회보, 1946년 창간하여 1970년 폐간된 월간 '법정' 완질과 1949년 창간되어 2014년까지 발행된 월간 '법조', 1959년 창간되어 1993년까지 발행된 '서울대학교 법학', 1970년 창간하여 2005년까지 발행한 '사법 논집', 1970년 창간해 2004년까지 발행한 '인권과 정의', 1971년 창간해 1995년까지 발행한 '공법 연구' 등의 정기간행물, 총서와 전집, 판례집 등 9190권을 2016년 2월 19일 헌법재판소에 기증했다.